# Peter Badel
Peter Badel (* 9. August 1953 in Berlin) ist ein deutscher Kameramann für Kinodokumentar-, Spiel- und Fernsehfilme.

## Leben und Werk
Von 1977 bis 1981 absolvierte Peter Badel ein Kamerastudium an der Hochschule für Film und Fernsehen Potsdam, Babelsberg. Danach war er bis 1990 Kameramann im DEFA-Studio für Spielfilme. Seit 1992 arbeitet er freischaffend in Deutschland und weltweit.
Peter Badel ist Professor im Studiengang Kamera an der Hochschule für Film und Fernsehen „Konrad Wolf“ in Potsdam-Babelsberg und unterrichtet als Lehrbeauftragter an der Filmakademie Baden-Württemberg sowie der FH Dortmund. Darüber hinaus engagiert sich Peter Badel auch international für verschiedene Projekte wie „Breathless“ oder die Kodak-Masterclass in Budapest.
Er arbeitete erfolgreich mit den Regisseuren Thomas Heise, Bernhard Stephan, Maxim Dessau (Schnauzer, Erster Verlust), Hans Wintgen, Christian Klemke, Jan Lorenzen, Inga Wolfram, Thomas Jacob, Jan Ruzicka, Richard Engel und Peter Kahane zusammen.
Peter Badels Kameraarbeit geht vom Kino über Theateraufzeichnungen bis in unterschiedliche Fernsehformate. Seine jüngsten Kameraarbeiten aus 2009 sind Material von Thomas Heise, Titus – Fall of Rome von Brigitte Maria Mayer und Sergej in der Urne über den Wissenschaftler und Visionär Sergei Tschachotin (Regie: sein Enkel Boris Hars-Tschachotin).
Mehrere Ausstellungsprojekte zu den Themen Film, Theater und Fotografie sind bereits entstanden, ein aktuelles Projekt „zeit springen“ ist Fotografien aus verschiedenen Jahrzehnten gewidmet.
Peter Badel ist verheiratet und hat zwei Kinder.

## Filmografie (Auswahl)
- 1984: Schnauzer, verboten, erst 1996 aufgeführt
- 1984: Das Haus / 1984 (Staatliche Filmdokumentation, Dokumentarfilm)
- 1985: Die Gänse von Bützow
- 1985: Volkspolizei / 1985 (Staatliche Filmdokumentation, Dokumentarfilm)
- 1986: Fahrschule
- 1988: Mit Leib und Seele
- 1989: Die Beteiligten
- 1990: Erster Verlust
- 1993: Zirri – Das Wolkenschaf
- 1995: Nikolaikirche (TV-Zweiteiler)
- 1997: Barluschke
- 1999: Wir Kommunistenkinder (TV)
- 2002: Entscheidung auf Mauritius (TV)
- 2002: Rosamunde Pilcher: Mit den Augen der Liebe
- 2004: Aus Liebe zum Volk (TV)
- 2007: Heinz und Fred
- 2010: Hacker

## Veröffentlichungen (Auswahl)
- Kamera läuft. DEFA-Kameraleute im Gespräch. Verlag der DEFA-Stiftung 2007[1]
- Von Siemens-Plania zu Dong Xuan (mit Holger Herschel und Karl Karau) Verlag Theater der Zeit 2009[2]